# Great Pianists of the 20th Century
Great Pianists of the 20th Century é uma caixa box com 200 CDs lançado pela Philips Records em 1999 e patrocinado pela Steinway & Sons. Segundo a gravadora, este foi o "maior projeto jamais realizado na história da música gravada".
O box set é composto por 100 volumes com 72 dos maiores pianistas do Século 20, cada volume com dois CDs e um livreto sobre a vida e obra do pianista apresentado. O conjunto contém uma variedade de compositores de diferentes épocas, do barroco ao clássico contemporâneo. O material foi o resultado de uma associação colaborativa entre a Philips (que tinha acesso ao catálogo anterior da Polygram Records) e uma série de outras gravadoras, notadamente a EMI Classics, já que nenhuma gravadora possuía um conjunto representativo de gravações para cada pianista considerado significativo . Material da Warner Classics e Sony Classics também foi usado.
Nelson Freire é o único representante do Brasil. Ele aparece no volume 29. É neste volume que foi incluído uma das poucas gravações inéditas, que foi a gravação da "Rapsódia Húngara nº 10", de Liszt.
A maioria dos pianistas apresenta apenas um conjunto, com dezesseis aparecendo em um segundo conjunto (conjunto número 8, dedicado a Wilhelm Backhaus, é intitulado "Wilhelm Backhaus I", o que sugere que um segundo conjunto foi planejado em algum momento, mas nunca publicado , e o conjunto dedicado a Daniel Barenboim está corretamente numerado com o número 9). Sete artistas (Arrau, Brendel, Gilels, Horowitz, Kempff, Richter e Rubinstein) são apresentados em três conjuntos. A natureza e o tamanho do projeto fizeram com que obras populares (como o Concerto do Imperador de Beethoven, o Terceiro Concerto para Piano de Prokofiev e a Rapsódia sobre um Tema de Paganini de Rachmaninov, e outras peças solo) aparecessem várias vezes.
Pianófilos perceptivos apontaram vários erros no conjunto, incluindo gravações atribuídas incorretamente e uso de tomadas não autorizadas. Por exemplo, o volume de Paderewski contém uma performance de "La Leggierezza" de Liszt, que na verdade foi gravada por Benno Moiseiwitsch - também incluída no volume deste último. Além disso, as notas do encarte afirmam que a cadência da peça foi de Moiseiwitsch, enquanto na verdade foi de Theodor Leschetizky. O primeiro dos dois volumes de Cortot foi retirado quando foi descoberto que uma execução anteriormente rejeitada da Kreisleriana de Schumann foi emitida por engano. O volume foi reemitido com a tomada correta. A série também foi criticada pela falta de remasterização de gravações históricas, notadamente na reedição de Hofmann, que degradou as transferências originalmente emitidas por Ward Marston.
A edição alemã do conjunto (e possivelmente outras) inclui um CD bônus com Clara Haskil (Sonderausgabe zur Edition) - aumentando para 5 o número total de CDs com ela. Este CD bônus contém sua interpretação de algumas das sonatas para piano de Scarlatti de seu LP Westminster de 1947, e é a primeira impressão em CD dessas gravações, de acordo com a capa do CD (Erstveröffentlichung auf CD).

## Volumes
Cada volume contém 2 CDs.
1. Géza Anda
2. Martha Argerich
3. Martha Argerich II
4. Claudio Arrau
5. Claudio Arrau II
6. Claudio Arrau III
7. Vladimir Ashkenazy
8. Wilhelm Backhaus
9. Daniel Barenboim
10. Jorge Bolet
11. Jorge Bolet II
12. Alfred Brendel
13. Alfred Brendel II
14. Alfred Brendel III
15. Lyubov Bruk & Mark Taimanov
16. Robert Casadesus
17. Shura Cherkassky
18. Shura Cherkassky II
19. Van Cliburn
20. Alfred Cortot
21. Alfred Cortot II
22. Clifford Curzon
23. Gyorgy Cziffra
24. Christoph Eschenbach
25. Edwin Fischer
26. Edwin Fischer II
27. Leon Fleisher
28. Samson Francois
29. Nelson Freire
30. Ignaz Friedman
31. Andrei Gavrilov
32. Walter Gieseking
33. Walter Gieseking II
34. Emil Gilels
35. Emil Gilels II
36. Emil Gilels III
37. Grigory Ginsburg
38. Leopold Godowsky
39. Glenn Gould
40. Friedrich Gulda
41. Friedrich Gulda II
42. Ingrid Haebler
43. Clara Haskil
44. Clara Haskil II
45. Myra Hess
46. Josef Hofmann
47. Vladimir Horowitz
48. Vladimir Horowitz II
49. Vladimir Horowitz III
50. Byron Janis
51. Byron Janis II
52. William Kapell
53. Julius Katchen
54. Julius Katchen II
55. Wilhelm Kempff
56. Wilhelm Kempff II
57. Wilhelm Kempff III
58. Evgeny Kissin
59. Zoltán Kocsis
60. Stephen Kovacevich
61. Stephen Kovacevich II
62. Alicia de Larrocha
63. Alicia de Larrocha II
64. Josef & Rosina Lhévinne
65. Dinu Lipatti
66. Radu Lupu
67. Nikita Magaloff
68. Arturo Benedetti Michelangeli
69. Arturo Benedetti Michelangeli II
70. Benno Moiseiwitsch
71. Ivan Moravec
72. John Ogdon
73. John Ogdon II
74. Ignacy Jan Paderewski
75. Murray Perahia
76. Maria João Pires
77. Mikhail Pletnev
78. Maurizio Pollini
79. Maurizio Pollini II
80. André Previn
81. Sergei Rachmaninoff
82. Sviatoslav Richter
83. Sviatoslav Richter II
84. Sviatoslav Richter III
85. Arthur Rubinstein
86. Arthur Rubinstein II
87. Arthur Rubinstein III
88. András Schiff
89. Artur Schnabel
90. Rudolf Serkin
91. Vladimir Sofronitsky
92. Solomon
93. Rosalyn Tureck
94. Rosalyn Tureck II
95. Mitsuko Uchida
96. André Watts
97. Alexis Weissenberg
98. Earl Wild
99. Maria Yudina
100. Krystian Zimerman